# Sony Alpha 6400
Die Sony α6400 (Modell ILCE-6400) ist eine Digitalkamera der α-Reihe von Sony, die am 15. Januar 2019 vorgestellt wurde. Sie ist eine spiegellose Systemkamera mit Wechselobjektiv (MILC). Sie wurde als Update der α6300 konzipiert und richtete sich bei Einführung an Videofilmer. Der Listenpreis betrug bei Einführung 789 EUR (889 US-Dollar) für das Gehäuse.

## Kamera
Die Kamera hat den gleichen Sensor wie die Schwesterkamera α6500 und löst wie alle Modelle der α6000-Serie mit 24 Megapixeln auf. Bei der Veröffentlichung waren die beiden leistungsfähigsten Kameras der α6000-Serie die α6400 und die α6500. Die α6500 unterscheidet sich neben dem höheren Preis durch eine interne Bildstabilisierung und einen größeren Bildpuffer von der α6400. Dagegen hat die α6400 Funktionen wie Tieraugen-AF und Autofokus-Tracking.
Bei ihrer Ankündigung warb der Hersteller mit dem „schnellsten Autofokus der Welt“ mit einer Verzögerung von 0,02 Sekunden und einer Serienbildaufnahme von 11 Bildern pro Sekunde mit Serien-AF.
Die α6400 bekam auch ein Upgrade der Foto-Sharing-Apps und die Wiedereinführung von Zeitraffervideos über das Menü.
Das hochklappbare Display der Kamera wurde als Feature für die Vlogger-Community angesehen. Darüber hinaus hat die Kamera kein Limit für die Aufnahmezeit von Videos mehr. Einige Testberichte weisen auf die bessere Wärmeabführung der Kamera hin, womit eine Überhitzung bei hohen Verarbeitungsanforderungen zum Beispiel bei 4K-Aufnahmen vermieden wird.

## Technik
- Exmor-CMOS-Sensor mit 24,2 Megapixeln
- 425-Punkt-Phasendetektion AF
- Echtzeit-Augen-AF; Echtzeit-Tracking
- Super-35-mm-Format, 4K-Filmaufnahme mit voller Pixelanzeige und ohne Pixel-Binning
- LCD-Touchscreen (2,95 Zoll) mit 180-Grad-Neigefunktion
- Elektronischer Sucher mit 1,0 cm (0,39 Zoll)
- 1200-Zonen-Auswertungslichtmessung
- Eingebautes Wi-Fi, NFC und Bluetooth
- LED-Autofokus-Beleuchtung
- Serienaufnahme: Hi +: 11 fps, Hi: 8 fps, Mid: 6 fps, Lo: 3 fps
- My Menu system
- Einzelner Speicherkartensteckplatz (UHS-1-kompatibel)
- Elektronischer Verschluss für geräuschlose Aufnahmen
- Intervallaufnahme (Zeitraffer)[7]
- Tieraugen-AF (mit Firmware v2.00)
- Ermöglicht den Betrieb mit der drahtlosen Fernbedienung RMT-P1BT (Firmware v2.0)

## Rezension
Die Kamera wurde bei Einführung zumeist positiv besprochen. Der gute Autofokus wurde besonders hervorgehoben.
Einige Besprechungen der Kamera bemängeln das Fehlen des neuen Z-Akkus und die Tatsache, dass der Klappbildschirm den Blitzschuh blockiert.